# Ratirahasya

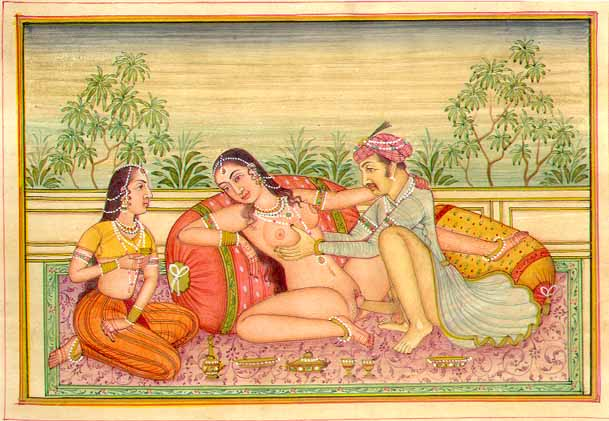
Ilustração do Kama Sutra

Ratirahasya é um manual erótico indiano escrito por Kokkoka. É um texto popular, frequentemente comparado com o Kama Sutra. Provavelmente foi escrito no século XII.